# Diagram Venna

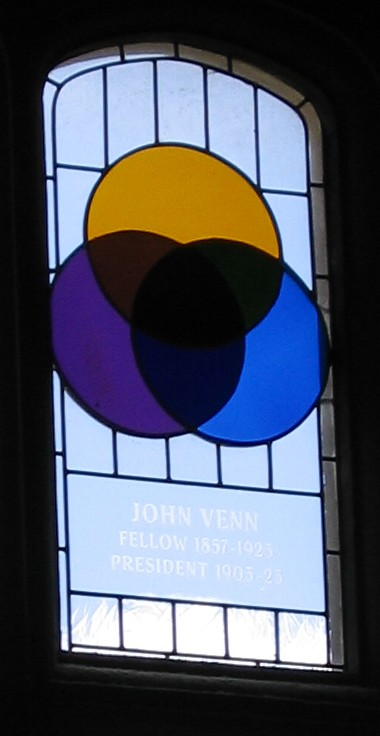
Witraż na Gonville and Caius College upamiętniający Johna Venna oraz diagram Venna.

Diagram Venna dla liter alfabetu greckiego, łacińskiego i rosyjskiego

Diagram Venna – schemat, służący ilustrowaniu zależności między zbiorami. Ma postać figur geometrycznych na płaszczyźnie. Zbiory reprezentowane są na ogół przez elipsy. Czasem obrazuje się również przestrzeń, umieszczając elipsy wewnątrz prostokąta. Figurom nadaje się różne tekstury i kolory, co ułatwia dostrzeżenie relacji pomiędzy zbiorami (inkluzja, suma, iloczyn itp.).

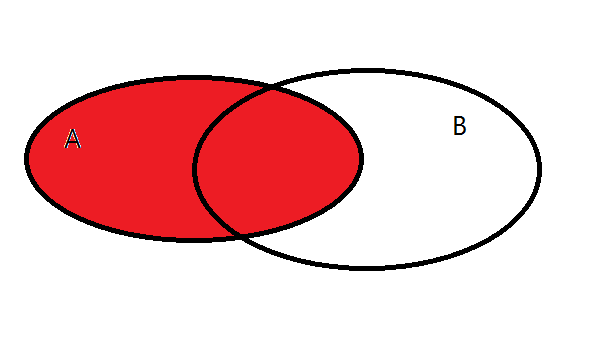
Zbiór {\displaystyle A}
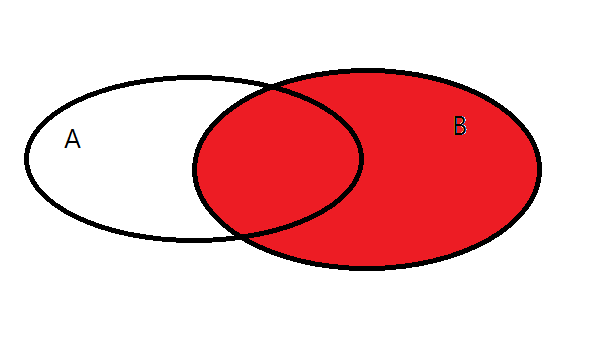
Zbiór {\displaystyle B}
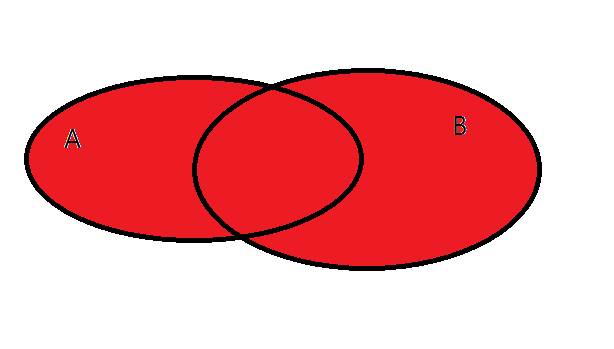
Zbiór {\displaystyle A\cup B} (suma zbiorów)
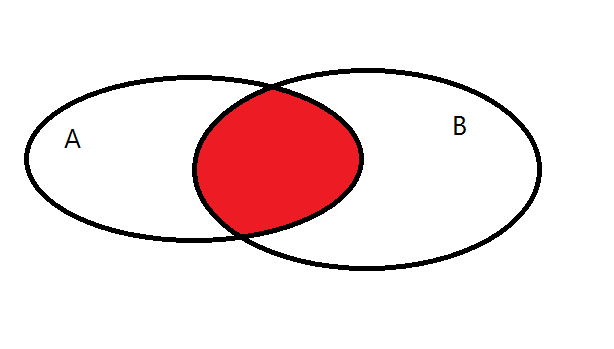
Zbiór {\displaystyle A\cap B} (przecięcie zbiorów)
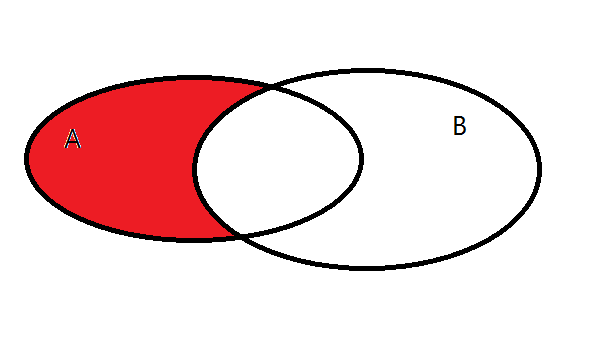
Zbiór {\displaystyle A\setminus B} (różnica zbiorów)
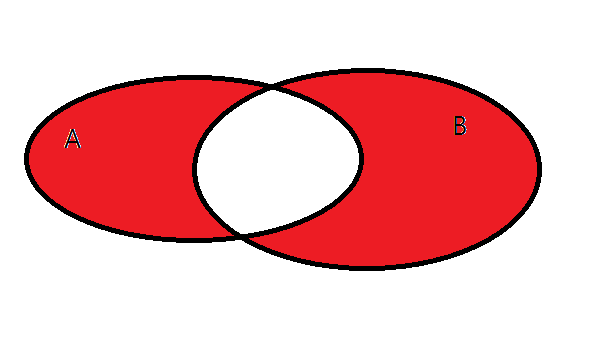
Zbiór {\displaystyle A{\dot {-}}B} (różnica symetryczna zbiorów)
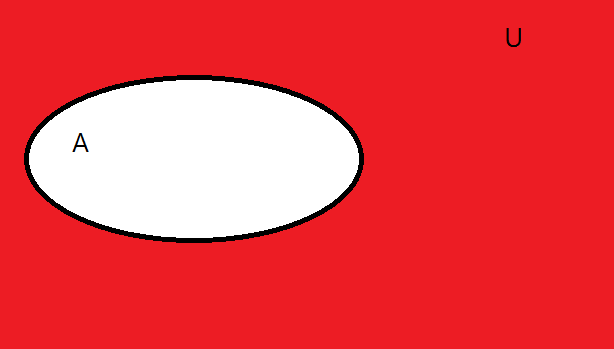
Zbiór {\displaystyle A^{c}=U\setminus A} (dopełnienie zbioru)
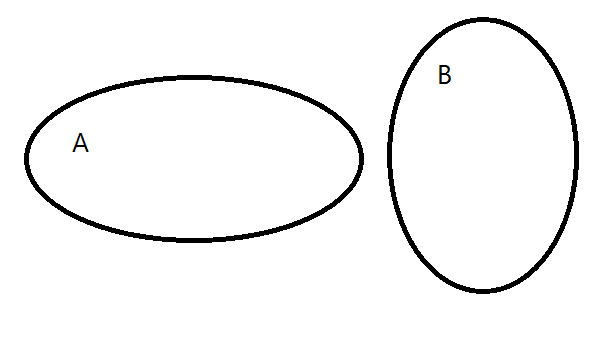
Zbiór {\displaystyle A\cap B=\emptyset } (zbiór pusty)